# Millefanti
I millefanti sono un tipo di pasta fresca di piccola dimensione, a base di semola di grano duro, uova, formaggio e prezzemolo. Sono tradizionalmente prodotti nel Sud Italia durante il periodo pasquale.

## Caratteristiche
I millefanti sono prodotti unendo la farina di grano duro, le uova, il prezzemolo ed il formaggio, creando una pasta friabile che va poi sgretolata in piccoli frammenti irregolari. Dopo essersi asciugati vengono generalmente aggiunti al brodo.

Secondo ricette più antiche, come quella di Bartolomeo Scappi (1570), va usato solo il tuorlo d'uovo ed al posto del prezzemolo, comparso solo in ricette più tarde, c'è il pangrattato, lo zafferano ed il pepe. La tecnica di produzione inoltre presenta delle dissomiglianze: dopo aver unito pepe macinato, farina e pangrattato ed aver steso il composto, esso va spruzzato con un insieme di acqua, tuorli d'uovo e zafferano. A questo punto bisogna, con un coltello o un altro arnese, mescolare pian piano la farina, creando delle piccole strutture sferiche che vanno poi asciugate.

## Etimologia
Mentre per gli Accademici Filopatridi deriverebbe dal latino millium infantium, secondo Giuseppe Gioeni sarebbe la trasposizione del greco μυλήφατος, ossia "schiacciato dalla macina". G. Alessio, che ne ha parlato nell'articolo "Storia linguistica di un antico cibo rituale: I maccheroni", afferma che ci potrebbe essere una derivazione dal latino bonifatus, passato al toscano manifatoli/bonifatoli, fino alle modificazioni dialettali del sud Italia.

Al Sud il nome cambia da zona a zona: melinfàndə a Taranto, mellinfante a Napoli, milinfanti in Sicilia, malembànde a Manfredonia, bilbande a Trivigno e Campomaggiore,,  'mbilembande a Conversano, triddhi nella Grecia salentina